# Popiwka (rejon zwinogródzki)
Popiwka (ukr. Попівка, hist. pol. Popówka) – wieś na Ukrainie, w obwodzie czerkaskim, w rejonie zwinogródzkim, w hromadzie Wodianyky. W 2021 liczyła 429 mieszkańców.